# وحوش وسبايا
وحوش وسبايا مسلسل درامي سوري من نوع الاجتماعي للمخرج ناجي طعمي بدأ عرضه على القناة الأولى (سوريا) وقناة تلفزيون قطر في تاريخ 25 أغسطس 2008ويتألف المسلسل من 30 حلقة.

## قصة المسلسل
تدور أحداث هذا المسلسل حول حكاية مجموعة من الشخصيات تجمعهم الظروف على الرغم من اختلاف مصائرهم ومن هذه الشخصيات شخصية أبو عارف الذي يعمل تحت سلطة شركة أجنبية تطلب منه فعل المستحيل لأذية الناس واستغلالهم،و شخصية أخرى هي شخصية سميحة زوجة أبو عارف التي تكون مخدوعة ولاتعرف ان زوجها هو من ادخل شقيقها السجن، و شادية هي شخصية فتاة تتخلى عن اهلها لتصبح صاحبة ملهى ليلي وتتوصل في النهاية إلى خيانة وطنها، ونادر بيك هذه الشخصية يكون مدير الشركة الذي يمارس كل أنواع الضغوط لكي يحقق مصالحه.

## بطولة
- خالد تاجا > أبو عارف
- منى واصف > سميحة
- صباح الجزائري > شادية
- طلحت حمدي > نادر بيك
- دينا هارون > حلا
- سعد مينه > جهاد
- صفاء سلطان > ندى
- باسل خياط.
- جيانا عيد
- رافي وهبي
- نادين سلامة
- صباح بركات
- عامر علي > شاهر